# Silene linearifolia
Silene linearifolia är en nejlikväxtart som beskrevs av Carl Adolf Otth. Silene linearifolia ingår i släktet glimmar, och familjen nejlikväxter. Inga underarter finns listade i Catalogue of Life.